# Vaga de Homestead de 1892
La Vaga de Homestead va ser un tancament patronal i una rebel·lió obrera esdevinguda a la fàbrica d'acer de Homestead, en l'estat de Pennsilvània, el matí del 30 de juny de 1892. La vaga va tenir el seu punt àlgid el 6 de juliol, quan Henry Clay Frick, magnat i un dels propietaris de la Carnegie Steel Company, va contractar a l'Agència Nacional de Detectius Pinkerton per aturar la vaga. La batalla va ser un dels conflictes més greus dins de la història laboral dels Estats Units, tan sols per darrere de la Massacre de Ludlow a Colorado i la Batalla de la Muntanya de Blair a Virgínia Occidental.

## Antecedents
Carnegie Steel Company va fer importants innovacions industrials a la dècada de 1880, especialment amb la instal·lació d'un forn de reverbero a la fàbrica de Homestead. Gràcies al nou sistema de producció va ser possible la fabricació de bigues estructurals d'acer i planxes de blindatge adequades per a l'Armada dels Estats Units, que pagava grans preus a la companyia per fabricar navilis. A causa de la gran demanda que exigia la marina nord-americana, la companyia es va veure obligada a instal·lar màquines automatitzades per accelerar encara més el treball, millorant la producció i permetent generar una major quantitat d'acer per a la seva posterior exportació als ports de Baltimore i Boston.
A mesura que s'instal·laven grues, montacargas i carretons elevadors, la força de treball dins de la fàbrica anava creixent, unint-se a la companyia milers de treballadors, la majoria no qualificats. En resposta a l'arribada massiva d'empleats sense cap experiència, els membres dels sindicats van decidir convocar una vaga dissenyada per protegir la seva posició històrica.

## La Unió

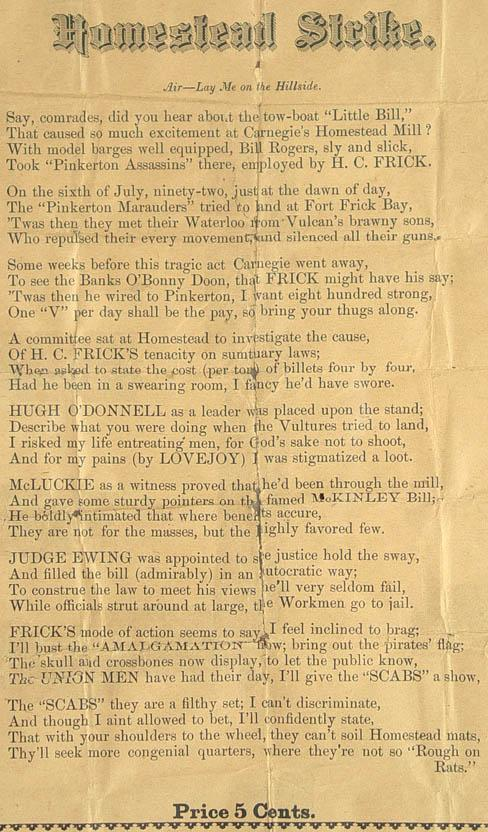
Pamflet a favor de la Unió amb la lletra d'una cançó a favor dels treballadors.

La Amalgamated Association of Iron and Steel Workers, coneguda pels seus inicials AA o simplement com "La Unió", va ser un sindicat nord-americà format en 1876, encarregat de representar els treballadors més qualificats de ferro i acer de tots els Estats Units.
Els membres de l'AA es van concentrar a la fàbriques d'acer a l'oest de les muntanyes de Allegheny. El sindicat es va encarregar de negociar escales salarials nacionals de caràcter uniforme sobre una base anual; va ajudar a regular els nivells, condicions i hores de treball, i també va actuar com un centre de contractació, per ajudar els treballadors a trobar treball en el camp del pudelt i de la laminació.
L'AA va organitzar en 1881 el sindicat independent Pittsburgh Bessemer Steel Works, assentat a la ciutat de Homestead. La AA ja havia participat en una vaga convocada en Homestead l'1 de gener de 1882, en un esforç per abolir la gestió de contractes de gos groc entre tots els treballadors de la fàbrica. La violència es va produir en tots dos costats, i va haver-hi nombrosos esquirols comprats per la companyia per aturar la vaga, que va concloure el 20 de març.
L'organització va tornar a prendre la planta d'acer l'1 de juliol de 1889, quan les negociacions per a un nou conveni col·lectiu de tres anys van fracassar. Els vaguistes van prendre la ciutat de Homestead i van expulsar a diversos grups d'immigrants i esquiroles el 10 de juliol. Quan el xèrif de la ciutat va tornar al costat de 125 agents més, els manifestants comptaven amb el respatller de prop de 5.000 habitants del poble. Malgrat la victòria de la AA, el sindicat va acceptar significatives retallades salarials que van deixar les taxes de tonatge en un percentatge inferior al de la propera companyia Jones and Laughlin Steel Company, la qual mancava millores industrials en comparació de la Carnegie Steel Company.
Per la seva banda, l'AA va obtenir grans guanys després de la vaga de 1889. El nombre de membres de l'organització es va duplicar, i els diners que manejava la AA va aconseguir els 146.000 $, tibant les relacions entre els treballadors i directius de l'organització.

## Preparació de la vaga
La vaga de Homestead va ser organitzada amb un únic propòsit; ser un punt d'inflexió dins de les relacions laborals als Estats Units i marcar una nova etapa en l'era moderna. La vaga de l'AA en la fàbrica de Homestead en 1892 era diferent d'anteriors vagues a gran escala en la història dels Estats Units, tals com la Gran vaga ferroviària de 1877 o la vaga del ferrocarril gran sud-oest de 1886, doncs aquestes s'havien format de manera desorganitzada i sense líders dins dels treballadors.

### Planes de Carnegie i Frick

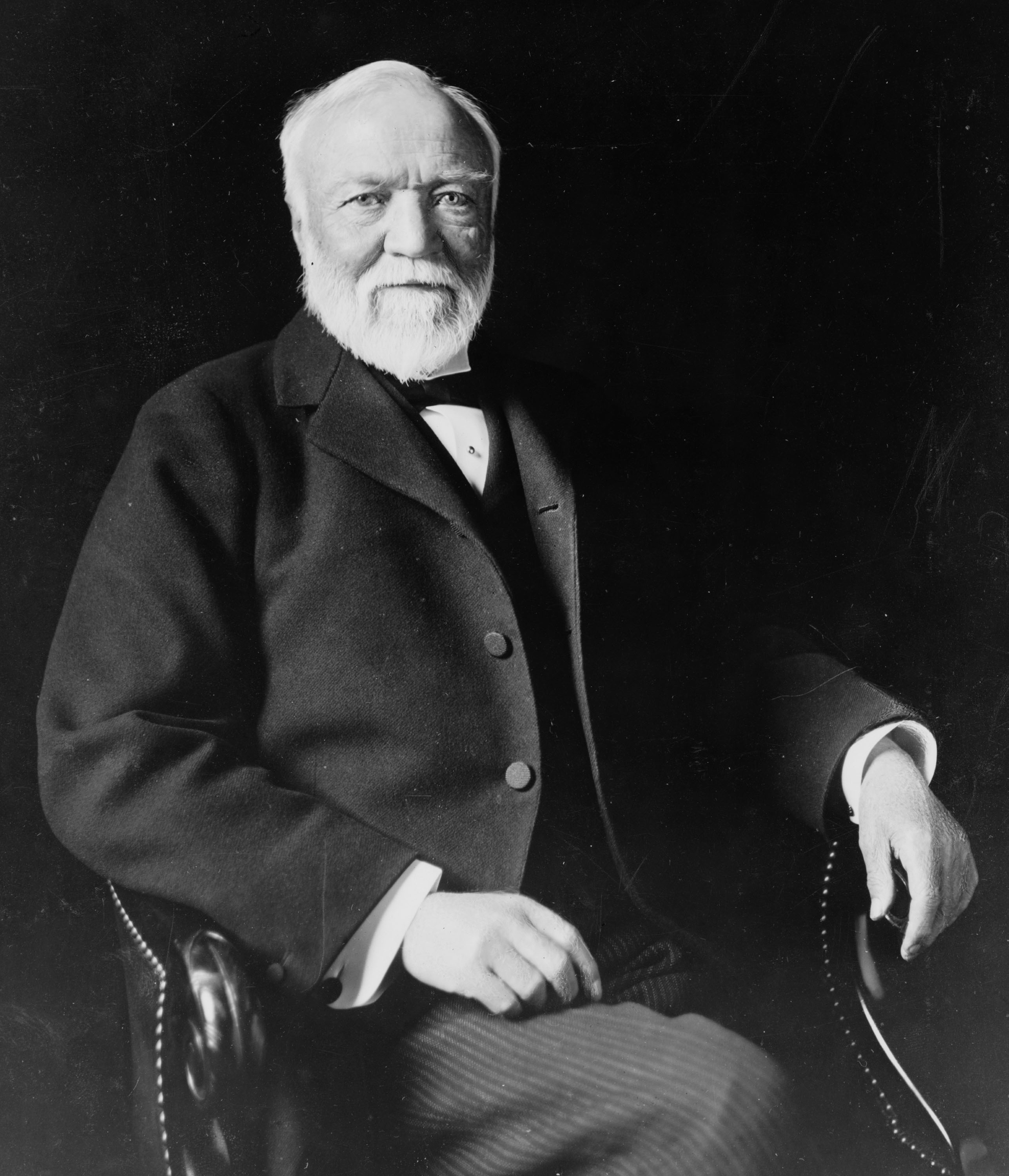
Andrew Carnegie.

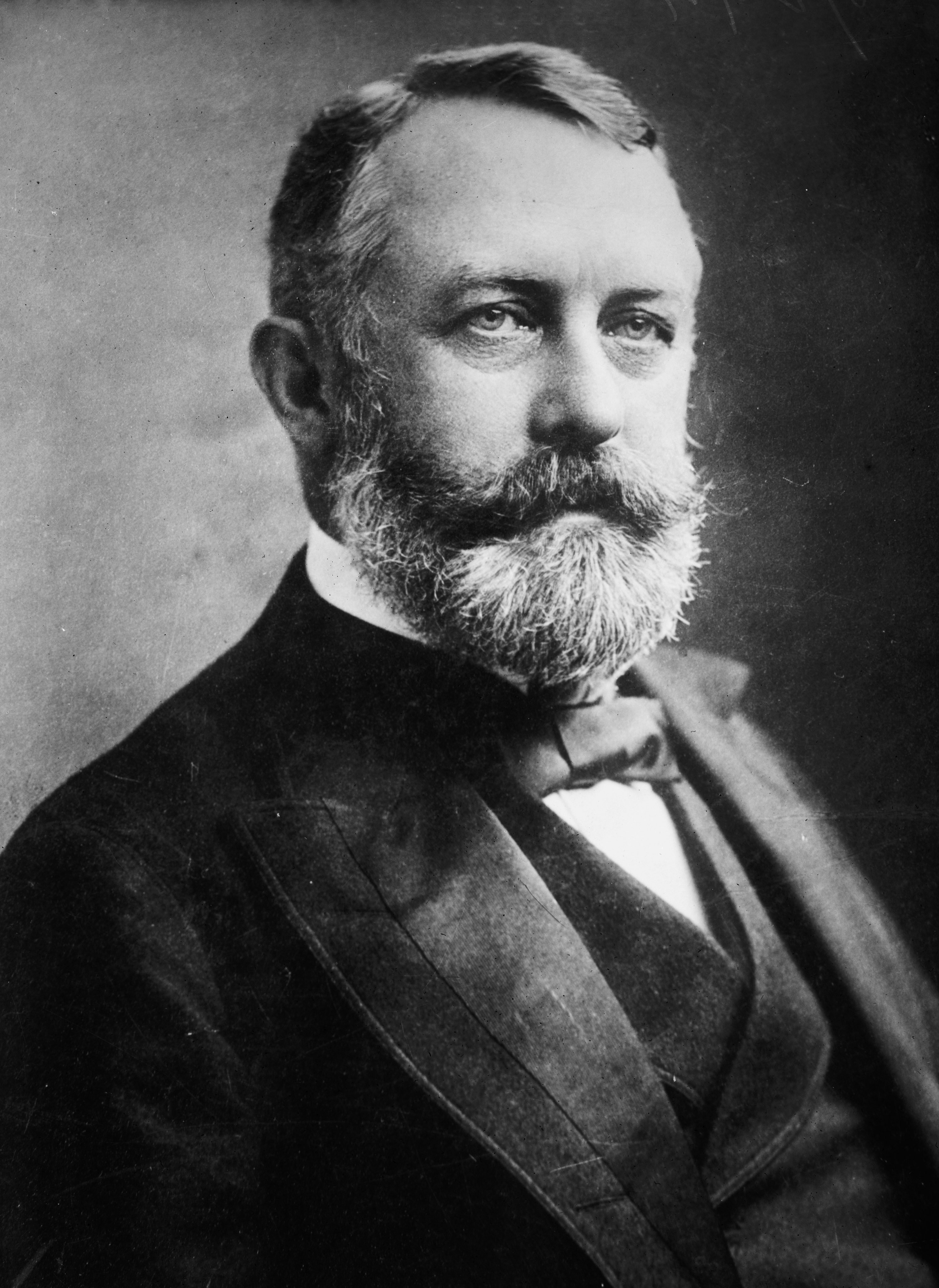
Henry Clay Frick.

Andrew Carnegie va col·locar a Henry Clay Frick al càrrec de les operacions de la seva companyia en 1881. Frick volia detenir la presència de la Unió a la fàbriques; "Els treballadors mai han estat capaços d'arribar al producte al que se'ls deu, a causa de ser frenats pels homes de la Unió", es va queixar en una carta a Carnegie.
Carnegie estava públicament a favor dels sindicats. Va condemnar l'ús de esquiroles i li va dir als associats que cap fàbrica d'acer era digna de vessar ni una sola gota de sang. No obstant això, Carnegie va estar d'acord amb la idea de Frick de destruir La Unió i "reorganitzar tot l'assumpte".
El 30 de juny de 1892, Frick i els líders de la AA van entrar en negociacions. Els membres de la Unió van exigir un augment salarial; Frick va respondre immediatament amb una disminució del 22% del salari que afectaria a gairebé la meitat dels membres del sindicat i va destituir de les seves posicions a diversos membres de la AA que treballaven a la seva fàbrica. Carnegie va animar Frick utilitzar les negociacions per dissoldre La Unió, ja que Carnegie creia que la AA era un obstacle per a l'eficàcia. També va acomiadar a un gran nombre d'empleats, admetent a un reduït nombre de treballadors que van fer de la Carnegie Steel Company una organització elitista.

### Inici de la vaga
Frick va anunciar el 30 d'abril de 1892 que entaularia negociacions amb els manifestants. El 4 de maig va detenir les negociacions amb els sindicalistes de la AA i la tarda del 28 de juny va aïllar als emprats membres de la AA de la resta de planta, instal·lant una tanca amb filferro de pues, torres de vigilància i canons d'aigua a alta pressió.
Els vaguistes es van assegurar de mantenir la planta tancada, usant diversos pots per patrullar el riu Monongahela, que corria al llarg de la fàbrica. Els homes es van dividir en unitats militars al llarg de les línies, establint torns de 24 hores per repel·lir els possibles atacs per part dels alts funcionaris de la companyia. Es van alçar piquets per tota la fàbrica i la ciutat, i aviat van adquirir el respatller dels habitants. Els treballadors examinaven transbordadors i trens, expulsant als estrangers fora dels límits de Homestead. Es van establir comunicacions telegràfiques entre la AA i els vaguistes, i van permetre l'entrada de certs reporters i periodistes a la ciutat, assegurant-se que no eren espies enviats per Carnegie Steel Company.

### Batalla del 6 de juliol

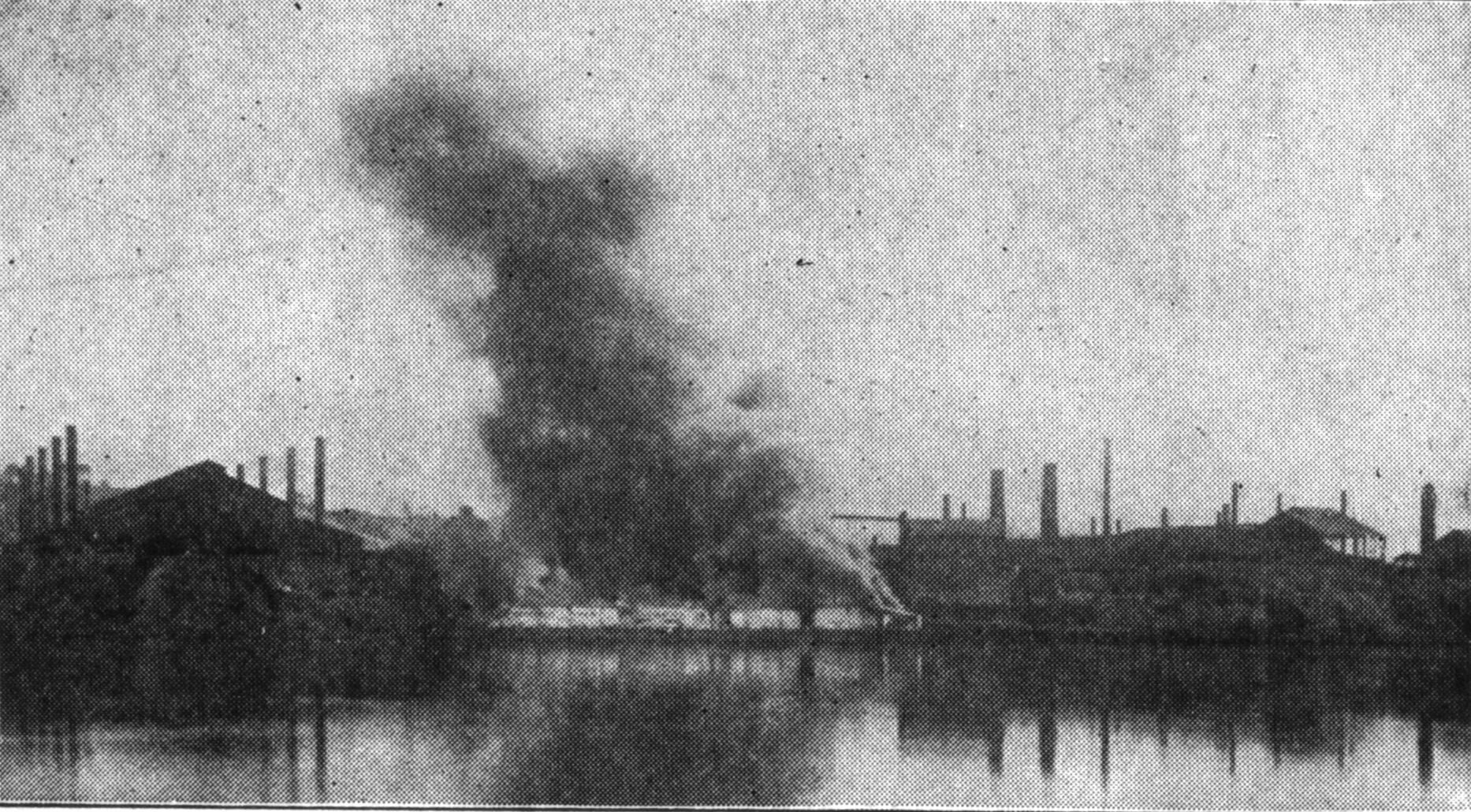
Crema de les barcasses de Pinkerton.

La intenció de Frick era reobrir la fàbrica amb els homes no sindicalizados el 6 de juliol. Philander C. Knox, director del Banc Nacional de Comerç al costat d'Andrew William Mellon i Frick, va idear un pla perquè els membres de l'Agència Nacional de Detectius Pinkerton entressin dins del perímetre; agrupar a tots els treballadors en vaga prop de l'entrada, permetent l'accés dels agents a la planta mitjançant el riu. Tres-cents agents de l'Agència Pinkerton es van muntar en dues gabarras amarrades a cinc milles al sud de Pittsburgh, en el riu Ohio. Se'ls va dotar de rifles Winchester per executar l'operació.
Els vaguistes s'havien estat preparant per a l'arribada dels Pinkerton, enviant una petita flotilla que va anar riu avall per sorprendre als agents enviats per Frick. Els manifestants van disparar a l'atzar cap a les barcasses, pretenent allunyar als mercenaris. Immediatament van remuntar el riu per alertar als altres vaguistes de l'arribada dels agents, donant temps a mobilitzar a la major part de la població de Homestead, entre ells homes, dones i nens.
Mentre es van succeir els trets, els manifestants, recolzats per la població, van començar a llançar pedres contra les barcasses. Hi ha diverses versions sobre qui va disparar primer; John T. McCurry, agent de Pinkerton i un dels ferits de la batalla, va declarar que "Els treballadors van obrir foc contra els detectius, i no va ser fins que tres dels homes de Pinkerton havien caigut quan van començar a disparar. Estic disposat a jurar que els treballadors van disparar en primer lloc, i que els homes de Pinkerton no van disparar fins que alguns d'ells van ser ferits".
No obstant això, The New York Times culpava a Pinkerton de disparar primer. Es basen en el testimoniatge de William Foy, el primer treballador ferit. Independentment de quin costat va obrir foc primer, les dues primeres persones ferides van ser Frederick Heinde, capità dels Pinkerton, i William Foy. La batalla es va perllongar durant deu minuts, acabant amb la vida de dos agents de Pinkerton i ferint a altres onze. Els manifestants van sofrir el mateix nombre de baixes, encara que amb un ferit més.
Cap a les cinc del matí, els agents de Pinkerton van extreure una bandera blanca i es van rendir davant els obrers insurrectes. Tots els mercenaris van ser portats a terra pels manifestants, mentre aquests els seguien tirant sorra, terra i pedres. Els van despullar dels rifles Winchester i tot seguit van cremar les barcasses.

### Col·lapse de la vaga

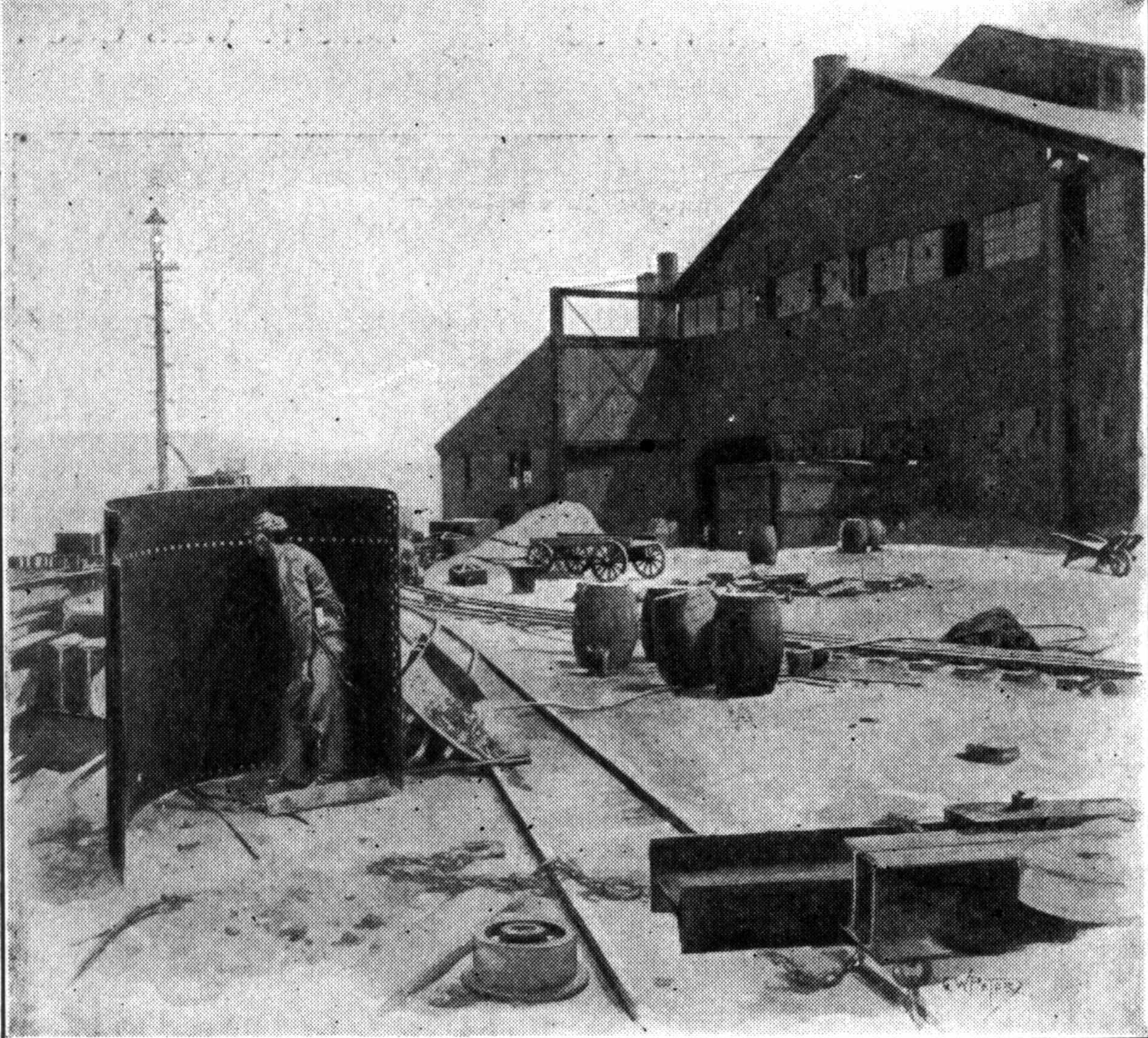
Treballador de la fàbrica amagant-se dels agents de Pinkerton el 6 de juliol.

El 7 de juliol, els principals dirigents de la vaga van enviar un telegrama al Governador Pattison indicant que havien instaurat l'ordre i la llei en Homestead. No obstant això, el governador va parlar amb La Unió per prendre la ciutat, enviant prop de quatre mil soldats provinents de Harrisburg.
L'objectiu era capturar Homestead sense utilitzar la força, tement que ocorregués una massacre. El comandant George R. Snowden del 18º regiment d'infanteria de Pennsilvània va ser rebut per Hugh O'Donnell, cap del comitè de vaga del sindicat. Vint minuts després, tota la planta estava envoltada per sis mil homes, que van aconseguir reobrir parcialment la fàbrica. Prop de sis manifestants van acabar ferits. Pocs dies després, Frick va contractar a nous empleats, molts d'ells negres. Ésto va desembocar en una guerra racial produïda el 22 de juliol de 1892.
Malgrat que la vaga era a punt que concloure dins de la fàbrica, la llei marcial s'havia apoderat de Homestead. Mentrestant a Nova York, l'anarquista Alexander Berkman i la seva parella Emma Goldman planejaven un complot per assassinar Henry Clay Frick. El 23 de juliol, Berkman va entrar en l'oficina de Frick i li va disparar en dues ocasions en el coll, encara que la intervenció del vicepresident de Carnegie Steel Company John G. Alexander Leishman va evitar un tercer tret que va poder matar Henry Frick. Sorprenentment, Frick va aconseguir sobreviure, i Berkman va ser condemnat a 22 anys de presó.
Quan Hugh O'Donnell va rebre la notícia, va ser conscient de l'escala global que havia adquirit la vaga. L'intent d'assassinat perpetrat per Berkman va provocar el col·lapse d'aquesta, per la qual cosa el 12 d'agost es va retirar com a president del consell sindical i va proposar tornar a treballar a la fàbrica, cobrant el sou més baix amb tal de reprendre els seus antics llocs de treball. Després de realitzar-se una votació on va haver-hi un sí absolut, més d'1.700 treballadors van abandonar la vaga i van tornar a les seves ocupacions a la fàbrica. La vaga havia fracassat i La Unió s'havia esfondrat.